# Indiana Jones und das verschwundene Volk
Indiana Jones und das verschwundene Volk ist ein Abenteuerroman des deutschen Schriftstellers Wolfgang Hohlbein und erschien 1991. Es handelt sich um den vierten von insgesamt acht Indiana-Jones-Romanen, die zwischen 1990 und 1994 von Hohlbein verfasst wurden. In diesem muss der amerikanische Abenteurer und Archäologe Dr. Indiana Jones einem Kollegen dabei helfen, dessen neuartige Erfindung zur archäologischen Altersbestimmung vor einer Gruppe organisierter Verbrecher zu schützen. Dabei stößt er auf Hinweise, die Aufschluss über den Verbleib des Volks der Anasazi-Indianer geben könnten und ihn von Chicago über Kansas City, Colorado und Utah bis nach New Mexico führen.

## Handlung
Juni 1942: Der 9-jährige Zacharias Kramer wohnt in Utah nahe der Stadt Hiob mit seinen Eltern auf einer kleinen Mormonen-Farm. Als er eines Tages mit seinem Wolfshund Killer draußen spielt, stößt er auf einen am Boden liegenden Indianer, der aus der Wüste gekommen sein muss. Dessen Gesicht wirkt allerdings so, als sei es von innen heraus verbrannt. Die Eltern bringen den Mann in ihr Haus, wo ihn der örtliche Doktor untersucht. Zacharias Vater hat sich inzwischen zu den Navajo-Indianern begeben, auch wenn der Indianer nicht wie einer von diesen wirkt. Der Stamm zeigt sich zunächst uninteressiert an der Sache, dies ändert sich jedoch schlagartig, als Zacharias’ Vater ihnen den Poncho des Fremden zeigt. Sogleich machen sich der Medizinmann Grauer Bär und eine große Zahl von Kriegern auf den Weg zur Farm. Grauer Bär untersucht den Fremden, kann jedoch nichts mehr für ihn tun. Der Fremde will Zacharias sehen und gibt ihm als Dank für seine Hilfe eine alte Tonscherbe, dann stirbt er. Grauer Bär meint zu Zacharias, dass diese Scherbe sehr wertvoll sei und er gut auf diese achtgeben soll. Die Indianer begraben den Fremden unmittelbar beim Haus an jener Stelle, wo Zacharias ihn gefunden hat, wobei die ausgehobene Grube 18 Meter tief ist.
Ein Jahr später, im August 1943, befindet sich der Archäologie-Professor Dr. Indiana Jones zusammen mit seinem Kollegen Dr. Schlomo Petryk in Chicago. Sie sind im Dienst ihrer New Yorker Universität dort und sollen im Keller des Stadtmuseums Hinweisen nachgehen, dass einige der Stücke des Museums Fälschungen sein könnten. Der Forschungsaufenthalt bekommt jedoch eine plötzliche Wendung, als Jones plötzlich in einem verlassenen Lagerhaus im Hafen wieder zu sich kommt. Dort befinden sich Petryk und er einer Gruppe von Gangstern gegenüber, die sie entführt haben. Die Gangster machen einen etwas vertrottelten Eindruck und reden sich mit den Namen Malone, Wardrobe, Hook und Scarface an, lassen jedoch keinen Zweifel daran, dass sie äußerst rücksichtslos sind. Sie wollen von Petryk, der neben Archäologe auch noch Doktor der Physik ist, dessen neueste Erfindung haben, eine Art Atomuhr mit der angeblich das genaue Alter jedes beliebigen Gegenstands recht genau ermittelt werden kann, was die Archäologie revolutionieren soll. Da sich Petryk nicht bereit zeigt, das Versteck seiner Erfindung preiszugeben, droht Malone, der als Anführer der Verbrecher auftritt, damit, Jones umbringen zu lassen. Seine Füße werden mit Beton übergossen, der langsam hart wird, wenn Petryk sich weigern sollte zu reden, wollen sie Jones im Hafen versenken. Petryk ist der Meinung, dass nichts so wertvoll ist, dass es Menschenleben rechtfertigt und will das Versteck preisgeben. Jones zweifelt jedoch daran, dass die Verbrecher sie tatsächlich laufen lassen, wenn sie die Erfindung erst einmal haben. Vielmehr vermutet er, dass sie so oder so umgebracht werden, wenn man ihrer nicht mehr bedarf. Er schlägt daher vor, erst einmal Zeit zu schinden, bis ihnen einfällt, wie sie sich befreien können. Petryk behauptet daher, die Atomuhr befinde sie in seinem Büro in New York im Schreibtisch versteckt. Da Malone Zweifel besitzt, ob dies tatsächlich stimmt, will er Jones trotzdem töten lassen, damit im Falle einer Lüge Petryk das nächste Mal sicher die Wahrheit sagt. Jones soll zum Fenster rausgeworfen werden, der schrankgleiche, aber etwas begriffsstutzige Wardrobe lässt ihn jedoch zu früh und aus dem falschen Fenster fallen. Jones landet im niedrigen Hafenbecken und kann sich befreien, da der Zement noch nicht so trocken ist, das Wasser zudem nicht sehr tief ist. Er flieht an das gegenüberliegende Ufer und schleicht sich, während die Gangster ihn draußen suchen, zurück ins Lagerhaus, um Petryk zu befreien, den er auf keinen Fall zurücklassen will. Die Flucht gelingt und mit einem Taxi, das sie anhalten, begeben sie sich rasch zu ihrem Hotel, wo Jones kurz seine Sachen aus dem Zimmer holt, dabei sehen muss, dass Petryks Zimmer völlig verwüstet wurde. Als er wieder am Taxi ist und mit Petryk zur Polizei will, werden sie jedoch von den Gangstern überrumpelt. Petryk gibt zu, gelogen zu haben und dass sich die Atomuhr in einem Uhrengeschäft nahe dem Hotel befindet. Sie begeben sich dorthin und Jones muss das Gerät abholen. Er überlegt, wie er noch einen letzten Fluchtversuch machen kann, als ihm der Zufall zu Hilfe kommt: Ein Junge mit Wolfshund, der schon im Hotel auf ihn gewartet hatte, von Jones aber ignoriert wurde, ist ihnen nachgefolgt und der Hund geht auf die Gangster los, so dass Jones und Petryk mit der Atomuhr und ihrem Retter entkommen können. Als sie sich in Sicherheit glauben, stellt sich heraus, dass der Junge, bei dem es sich um Zacharias handelt, nach Chicago gekommen ist, weil er glaubt, dass Jones ihm helfen kann. Es sind seltsame Männer bei ihnen aufgetaucht, die behaupten, die wahren Besitzer des Grundstücks zu sein und der Familie drohen, sie zu vertreiben, wenn sie nicht eine hohe Summe zahlen können. Um ihrer Forderung Nachdruck zu verleihen, haben sie zudem Zacharias’ Vater entführt. Zacharias erhofft sich, dass Jones ihm dabei helfen kann, die Tonscherbe, die er von dem sterbenden Indianer erhielt, zu verkaufen. Dieser begutachtet das Ding und stellt sofort fest, dass es sich um ein Kunstwerk der Anasazi handelt, allerdings hat er noch nie in seinem Leben eine so gut erhaltene Scheibe zu Gesicht bekommen. Obwohl der Fund eine wissenschaftliche Sensation darstellt, muss er Zacharias jedoch enttäuschen, das das Kunstwerk materiell betrachtet keine mehrere tausend Dollar wert ist. Aus einer Laune heraus sagt er dem Jungen jedoch zu, sich der Sache bei ihnen daheim anzunehmen.
Sie fliehen zum Lake Michigan, wo Jones sich auf das Boot eines ihm bekannten Schmugglers begibt. Auf dem See hoffen sie, sicher vor ihren Verfolgern zu sein. Sie legen einen Zwischenhalt ein, wo Jones ein Gasthaus am Ufer aufsucht, um dort zu telefonieren. Er will Petryks Sohn Peter vor den Gangstern warnen. Der sagt ihm allerdings, dass er bereits Besuch bekommen hat, die Polizei gerade bei ihm ist. Der Sohn meint zudem, dass er seinen Vater davor gewarnt hatte, sich mit dem Geheimdienst einzulassen. Nach dem Telefonat gerät Jones noch in ein Gespräch mit den Geschwistern Jill und Jane, die an einem Heißluftballon-Rennen teilnehmen, als plötzlich die Gangster das Gasthaus betreten. Jones kann nach draußen fliehen und dort auf das Schiff springen. Während der weiteren Fahrt will Jones von Petryk wissen, was sein Sohn mit der Aussage meinte. Der Physiker rückt schließlich mit der Sprache raus, dass der Geheimdienst ihm seine Erfindung abkaufen wollte, er jedoch trotz der sehr hohen Summe abgelehnt habe. Mit der Reise nach Chicago habe er sich erhofft, dass man das Interesse an ihnen verliert – ein deutlicher Trugschluss. Sie werden bald erneut von ihren Verfolgern eingeholt, die mit einem Motorboot herankommen und das Schiff entern wollen. Entkommen können Jones und seine Gefährten nur dadurch, dass bei einem Schusswechsel einige Bourbon-Fässer des Schmugglers in das Wasser gelaufen sind, das Jones in Flammen setzen kann. Einige Zeit später tauchen sie jedoch erneut auf und diesmal entkommen Jones’ Leute nur dadurch, dass die Geschwister, die Jones kurz vorher im Gasthaus kennengelernt hat, sie mit ihrem Ballon retten. Sie fahren damit zum Flugfeld in Kansas City, von wo aus das Rennen weitergehen wird. Da die Route nach Süden geht, hofft Jones, dass sie hier auf sichere Art und Weise ihrem Ziel Utah näher kommen. Durch Zufall bemerkt er jedoch, dass die Gangster in einem Hangar mit einem Piloten sprechen, der ein noch aus dem Ersten Weltkrieg stammendes Kampfflugzeug besitzt. Damit soll der Heißluftballon beschossen werden, sodass er zu Boden geht und die Insassen überleben. Jones manipuliert heimlich das Maschinengewehr des Fliegers und als sie sich in der Luft befinden, explodiert dieses, als der Pilot auf sie feuern will. Die Freude darüber währt jedoch nicht lange, denn ein Trümmerstück hat ein Loch in die Hülle gerissen, woraufhin der Ballon zu Boden geht. Der Ballon fällt jedoch in einen Baum, wodurch niemand schwerer verletzt wird. An dessen Fuß tauchen Malone und seine Leute auf und fordern erneut, dass ihnen Petryks Erfindung ausgehändigt wird. Als sich die Gruppe erneut weigert, entfachen die Verbrecher unter dem Baum ein Feuer. Ihnen gelingt es dennoch, auszubrechen und die Verbrecher abzuschütteln. Sie haben jedoch völlig die Orientierung verloren und irren hilflos durch die Wälder Colorados. Ihnen fällt zudem auf, dass sämtliche ihrer Uhren stehen geblieben sind. Als Petryk testet, ob seine Maschine noch heil ist, glüht diese auffällig blau, wird sehr heiß und sprüht heiße Funken, der Physiker muss die daher wieder abschalten. Sie stoßen auf zwei Navajo-Indianer namens Jeremias und Hezekiel, die offenbar gerade im Wald wildern, von denen sie erfahren, dass sie sich seit geraumer Zeit im Kreis bewegen. Die beiden Indianer werden als Führer angeheuert und bringen die Gruppe zur Grenze nach Utah.
Schon länger hat Jones das Gefühl, dass jemand in ihrer Nähe ist, auch wenn ihre beiden Führer oder Zacharias’ Hund dies gemerkt hätten. Eine der Schwestern berichtet zudem, dass sie beim Trinken aus einer Quelle ein unheimliches Gesicht gesehen habe. Jones stößt etwas später während einer Rast auf einen Indianer, der einen prächtigen Federmantel und eine kunstvolle Holzmaske mit einem unheimlichen Gesicht trägt. Er überwältigt ihn und führt ihn gefesselt zurück zu den anderen Personen. Die beiden Indianer erschrecken, als sie den Fremden sehen, sprechen vom Kachina-Mann, einer von ihnen gerät beim Zurückweichen in das Lagerfeuer. Als er seine brennende Hose mit Handschlägen löschen will, stößt er aus Versehen gegen Petryk, der völlig in das Untersuchen seiner Erfindung vertieft ist. Dessen Kopf stößt daraufhin gegen die Maschine, welche eingeschaltet wird. Das bläuliche Licht vom letzten Mal ist nun viel intensiver und Petryks Körper ist plötzlich von kleinen Flammen in verschiedenen Farben eingehüllt. Jones will ihm helfen, wird jedoch zurückgeschleudert, als eine neue Lichtflut kommt und die Kiste kurzzeitig durchsichtig wie bei einer Röntgen-Aufnahme wird. Dann plötzlich ebbt alles ab und es ist wieder still. Zu aller Erleichterung ist Petryk nicht schwer verletzt. Jones’ gefangener Indianer ist verschwunden, seine komplette Kleidung als auch die Peitsche, mit der er gefesselt war, liegen am Boden, als hätte sich der Mensch darin in Luft aufgelöst. Hezekiel und Jeremias, die sichtlich verstört sind, brechen danach so schnell wie möglich auf und nehmen nicht einmal mehr den restlichen Lohn, den Jones ihnen noch auszahlen wollte, entgegen.
In Utah angekommen gibt es ein Wiedersehen mit Jones’ altem Jugendfreund Herbert Wozcinsky, dem Onkel von Zacharias. Gemeinsam gelangen sie in das Haus von Reverend Kenworthy, der nicht nur das geistige Oberhaupt der Mormomenstadt ist, sondern auch in allen weltlichen Sachen. Dieser eröffnet ihnen, dass er sich die Grundbrucheintragungen angesehen hat und fürchtet, dass die Ansprüche der Fremden tatsächlich berechtigt sind. Es sei damals ein Fehler geschehen: Das Anwesen der Familie Kramer gehöre der Gemeinschaft, diese habe es damals dem jungen Ehepaar zur Verfügung gestellt, wobei man übersah, dass sich das ausgewiesene Grundstück gar nicht mehr innerhalb der Grenzen Hiobs befand. Jones bezweifelt diese Geschichte, vor allem, als der Geistliche noch weiter vermutet, dass Zacharias’ Vater gar nicht entführt worden sei, sondern vielmehr die Gelegenheit ergriffen haben, sich aus dem Staub zu machen. Er meint, Zacharias’ Mutter habe ihm in letzter Zeit von starken Problemen in ihrer Ehe berichtet und dass ihr Mann womöglich mit anderen Frauen wiederholt Ehebruch begangen habe. Kenworthy möchte daher, dass Jones und seine Gefährten sich aus der Angelegenheit heraushalten, da die Mormonen es gewohnt sind, ihre Angelegenheiten unter sich zu regeln. Zum Schein geben sie vor, dies einzusehen und verlassen Hiob in die Richtung, aus der sie gekommen sind, machen sich in einem sehr großen Bogen jedoch auf den Weg zur Farm der Familie Kramer. Dort sprechen sie gerade mit Mrs. Kramer, als plötzlich eine größere Gruppe von Männern auftaucht. Alle fliehen durch den Hinterausgang ins Freie, während Jones die Vorgänge aus der Nähe beobachten will. Es stellt sich heraus, dass die Männer von dem Halbblut Jake angeführt werden, dem Jones damals in der Jugend das Kreuz des spanischen Konquistadors Coronado entwendet hatte. Dieser wurde vom ebenso anwesenden Reverend Kenworthy angeheuert, der offenbar aus religiösem Eifer das Grab des damals hier begrabenen Indianers ausheben will, da das Auftauchen dieses Heidens der Gemeinschaft nur Unglück gebracht habe. Jones’ Gefährten bis auf Zacharias werden entdeckt und gefangen genommen, Jones mischt sich heimlich unter die Arbeiter. Als Jakes Männer von Navajo-Indianern, die Zacharias zur Hilfe gerufen hat, angegriffen werden, kommt Jones auf die Idee, in dem Chaos Petryks Maschine zu aktivieren. Das unheimliche Licht erscheint wieder und Jones glaubt kurz, eine fremdartige Stadt zu sehen, bevor er bewusstlos wird.
Als er wieder zu sich kommt, ist der Kampf vorbei und es sind viele Verwundete, die versorgt werden, Jake und seine Männer sind verschwunden. Jones geht nun langsam ein Licht auf, hinter was die Kenworthy und Jake her sind: Sie hatten erhofft, im Grab des Indianers jene Tonscheibe zu finden, nicht wissend, dass dieser sie Zacharias vermacht hatte. In dem Stück Ton, so vermutet Jones, befindet sich der Schlüssel zum Verbleib der Anasazi. Er erinnert sich an eine Legende, nach der das Volk eines Tages in eine bessere, friedlichere Welt gereist sei: Nun ist er überzeugt, dass es mit der Tonscheibe tatsächlich möglich ist, an einen solchen Ort zu gelangen. Von seinen Begleitern weiß er, dass sich ganz in der Nähe das Lager der sie verfolgenden Gangster befindet. Sie begeben sich dorthin und Jones bietet Malone offen an, dass sie gemeinsam vorgehen. Sie vereinbaren, dass Jones und seine Begleiter gehen können, wenn den Gangstern die Erfindung überlassen wird. Um an diese zu gelangen, müssen sie sich jedoch noch Pueblo Bonito, einer Anasazi-Stadt im Chaco Canyon in New Mexico begeben, wohin sich Jake und seine Männer begeben haben. Jones und Malone schleichen sich an, geraten jedoch in eine Falle. Jake zeigt ihnen einen ganzen Korb voller goldener Anasazi-Schmuckstücke, die eine wissenschaftliche Sensation darstellen, da immer davon ausgegangen wurde, dass die Anasazi keine solchen Reichtümer besaßen. Jones erkennt, dass Jake vorhat, an das Gold der Anasazi zu kommen. Er bringt sie in einen der zentralen Räume der Anlage, wo sie warten sollen. Plötzlich wird es dunkel und Jones fühlt sich, als würde er in einen Abgrund stürzen. Als es wieder hell wird, sind alle noch im selben Raum, der sich aber verändert hat: Er ist keine verlassene Ruine mehr, sondern eine bewohnte Stadt, ganz so wie Pueblo Bonito vor mehreren Jahrhunderten ausgesehen haben muss. Den Anasazi muss es damals irgendwie gelungen sein, sich eine solche Nische in der Zeit zu schaffen, wo immer der 21. Juni 1041 ist und niemand älter wird. Es wird deutlich, dass Petryks Maschine diese Welt irgendwie negativ beeinflusste und die Anasazi daher zweimal Personen ausschickten, um den Grund für die Störung ausfindig zu machen. Jakes Leute halten die Bewohner mit Gewehren in Schach und lassen diese ihre Goldschätze herbeibringen. Auch Kenworthy ist dort, besessen von der Idee, hier ein ganzes Volk missionieren zu können. Jones weiß, dass es mit der Tonscherbe möglich ist, diese Welt wieder zu verlassen, wenn man sie auf dem zentralen Platz der Stadt in eine Nische an der Wand einfügt. Sie wagen daher den Ausbruch, der jedoch misslingt, sie haben nun auch die Anasazi, die nicht zwischen den beiden Gruppen von Fremden unterscheiden, als Feinde. Erst als Zacharias die Tonscherbe aus der Tasche fällt, ändert sich das Verhalten der Indianer plötzlich. Nachdem Jakes Männer gemeinsam überwältigt und gefesselt werden konnten, werden die vielen Verwundeten versorgt. Malone wird eröffnet, dass er Petryks Erfindung nicht mitnehmen kann, da es sich um eine Einbahnstraße handelt. Petryk ist zudem entschlossen, seine Erfindung nicht noch einmal zu bauen. Da fordert Malone Jones plötzlich auf, seine Gefährten Wardrobe, Hook und Scarface in Schach zu halten, da diese gefährliche Gangster seien, und gibt sich durch einen Ausweis als Agent der CIA zu erkennen. Daraufhin enthüllen seine Gefährten jedoch, ebenfalls in Wirklichkeit keine Verbrecher, sondern Geheimagenten zu sein und holen ihre Ausweise von FBI, NSA und MI5 hervor.

## Sonstiges
Das im Roman auftretende Halbblut Jake, mit dem Jones schon früher zu tun hatte, vermischt zwei Personen aus dem Film Indiana Jones und der letzte Kreuzzug: Zum einen der im Abspann nur als Fedora bezeichnete Anführer der Schatzjäger, der dem jungen Indiana Jones schließlich seinen später charakteristischen Hut überlässt, zum anderen einen seiner Gefährten, den der Abspann als Half Breed (Halbblut) betitelt. Der Name Jake ist eine Erfindung Hohlbeins. Indiana Jones’ Jugendfreund Herbert Wozcinsky hieß im Film, wo er nur eines der Mitglieder der Pfadfindergruppe ist, Herman und wurde mit keinem Nachnamen versehen, der nun polnische Familienname wurde von Hohlbein hinzugefügt.

## Ausgaben
- Wolfgang Hohlbein: Indiana Jones und das verschwundene Volk, Goldmann, München 1991, ISBN 3-442-41028-2.